# Rochdi Rhimi
Rochdi Rhimi – tunezyjski zapaśnik walczący w stylu wolnym. Wicemistrz igrzysk śródziemnomorskich w 2013, a także igrzysk panarabskich w 2011. Zajął czwarte miejsce na igrzyskach afrykańskich w 2003. Zdobył trzy medale na mistrzostwach Afryki w latach 2008 - 2013. Brązowy medalista mistrzostw arabskich w 2010 roku.